# Aplocera magdalenaria
Aplocera magdalenaria là một loài bướm đêm trong họ Geometridae.